# Tomáš Galis
Tomáš Galis (Selice, Tchecoslováquia, 22 de dezembro de 1950) é um clérigo eslovaco e bispo católico romano de Žilina.
Tomáš Galis recebeu o sacramento da ordenação para a diocese de Banská Bystrica em 6 de junho de 1976.
Em 28 de agosto de 1999, o Papa João Paulo II nomeou-o bispo titular de Bita e bispo auxiliar em Banská Bystrica. O bispo de Banská Bystrica, Rudolf Baláž, ordenou-o bispo em 25 de setembro do mesmo ano; Os co-consagradores foram o Bispo Auxiliar Emérito em Banská Bystrica, Peter Dubovský SJ, e o Núncio Apostólico na Eslováquia, Arcebispo Luigi Dossena. 
Em 14 de fevereiro de 2008, o Papa Bento XVI o nomeou Bispo de Žilina. A posse ocorreu no dia 15 de março do mesmo ano.